# Gabrovec (priimek)
Gabrovec je priimek v Sloveniji, ki ga je po podatkih Statističnega urada Republike Slovenije na dan 1. januarja 2010 uporabljalo 460 oseb in je med vsemi priimki po pogostosti uporabe uvrščen na 704. mesto.

## Znani nosilci priimka
- Alojz Gabrovec (1923—2012), generalmajor JLA
- Andreja Gabrovec, arhitektka
- Bogdan Gabrovec (*1953), judoist, športni delavec, mdr. predsednik Olimpijskega komiteja Slovenije
- Branko Gabrovec (*1976), javnozdravstveni strokovnjak, generalni direktor NIJZ (drug? = karateist)
- Stane Gabrovec (1920—2015), arheolog, akademik
- Emilija (Milica) Gabrovec - Lenka (1915—1995), partizanka in političarka
- Erika Mihevc-Gabrovec (1927—2017), klasična filologinja, jezikoslovka, univ. profesorica
- Igor Gabrovec (*1972), novinar in politik v Italiji
- Jadranka Cergol Gabrovec (*1978), klasična filologinja
- Matej Gabrovec (*1959), geograf, prometni strokovnjak
- Nena Gabrovec (*1964), arhitektka
- Veronika Rot Gabrovec (*1962), anglistka, prevajalka